# Oospila circumsignata
Oospila circumsignata là một loài bướm đêm trong họ Geometridae.